# Belogorskij (ort)
Belogorskij (ryska: Белогорский) är en ort i Kazakstan.   Den ligger i oblystet Östkazakstan, i den östra delen av landet, 900 km öster om huvudstaden Astana. Belogorskij ligger 973 meter över havet och antalet invånare är 1 530.
Terrängen runt Belogorskij är lite kuperad. Runt Belogorskij är det mycket glesbefolkat, med 5 invånare per kvadratkilometer. Närmaste större samhälle är Asubulak, 10,8 km nordväst om Belogorskij. Trakten runt Belogorskij består i huvudsak av gräsmarker.